# Bobby Freeman (politiker)
Robert Louis "Bobby" Freeman, född 27 april 1934 i Plaquemine i Louisiana, död 16 maj 2016 i Baton Rouge i Louisiana, var en amerikansk demokratisk politiker. Han var Louisianas viceguvernör 1980–1988.
Freeman studerade vid Louisiana State University där han ingick i boxningslaget. Han var ledamot av Louisianas representanthus 1968–1980. År 1980 efterträdde han Jimmy Fitzmorris som viceguvernör och efterträddes 1988 av Paul Hardy.